# Doische
Doische (wa. Dweche) –  miejscowość i gmina w Belgii, w Regionie Walońskim, w prowincji Namur, w okręgu Philippeville. 1 stycznia 2024 roku liczyła 2952 mieszkańców.

## Podział administracyjny
W skład gminy wchodzi dziewięć dzielnic (section):
- Gimnée
- Gochenée
- Matagne-la-Grande
- Matagne-la-Petite
- Niverlée
- Romerée
- Soulme
- Vaucelles
- Vodelée